# Алворада-д’Уэсти
Алворада-д’Уэсти (порт. Alvorada d'Oeste) — муниципалитет в Бразилии, входит в штат Рондония. Составная часть мезорегиона Восток штата Рондония. Входит в экономико-статистический микрорегион Алворада-Д'Оэсти. 
Население составляет 16 853 человека на 2010 год. Занимает площадь 3029,19 км². Плотность населения — 5,56 чел./км².

## Демография
Согласно сведениям, собранным в ходе переписи 2010 года Бразильским институтом географии и статистики, население муниципалитета составляет:
| Полное население                               | Полное население                               | Полное население                               | Полное население                               | 16 853 |
| ---------------------------------------------- | ---------------------------------------------- | ---------------------------------------------- | ---------------------------------------------- | ------ |
| в том числе:                                   | Городское население                            | 8824                                           | Процент городского населения, %                | 52,36  |
|                                                | Сельское население                             | 8029                                           | Процент сельского населения, %                 | 47,64  |
|                                                | Мужское население                              | 8678                                           | Процент мужского населения, %                  | 51,49  |
|                                                | Женское население                              | 8175                                           | Процент женского населения, %                  | 48,51  |
| Плотность населения, чел/км²                   | Плотность населения, чел/км²                   | Плотность населения, чел/км²                   | Плотность населения, чел/км²                   | 5,56   |
| Население муниципалитета в % к населению штата | Население муниципалитета в % к населению штата | Население муниципалитета в % к населению штата | Население муниципалитета в % к населению штата | 1,08   |

По данным оценки 2015 года население муниципалитета составляет 17 063 жителя.

## Административное деление
Муниципалитет состоит из трёх дистриктов:
| № | Наименование дистрикта | Наименование дистрикта (порт.) | Территория, км² | Население, чел.(2010) | Население, чел.(2010) | Население, чел.(2010) | Плотность, чел./км² | Код дистрикта |
| № | Наименование дистрикта | Наименование дистрикта (порт.) | Территория, км² | всего                 | городское             | сельское              | Плотность, чел./км² | Код дистрикта |
| 1 | Алворада-д’Уэсти       | Alvorada D'Oeste               | 2479            | 12673                 | 8184                  | 4489                  | 5,11                | 110034605     |
| 2 | Танкредополис          | Tancredópolis                  | 234             | 2194                  | 345                   | 1849                  | 9,38                | 110034625     |
| 3 | Терра-Боа              | Terra Boa                      | 316             | 1986                  | 295                   | 1691                  | 6,28                | 110034630     |

## Важнейшие населённые пункты
| № | Населённый пункт | Населённый пункт (порт.) | Категория | Население чел. (2010) | На карте                        |
| - | ---------------- | ------------------------ | --------- | --------------------- | ------------------------------- |
| 1 | Алворада-д’Уэсти | Alvorada D'Oeste         | город     | 8184                  | 11°20′54″ ю. ш. 62°17′12″ з. д. |
| 2 | Танкредополис    | Tancredópolis            | поселок   | 345                   | 11°11′15″ ю. ш. 62°10′30″ з. д. |
| 3 | Терра-Боа        | Terra Boa                | поселок   | 295                   | 11°30′36″ ю. ш. 62°27′38″ з. д. |